# Mistress Branican
 (septembre 2021).
Mistress Branican est un roman de Jules Verne paru en 1891.

## Historique
L'œuvre est d'abord parue en feuilleton, au Magasin d'éducation et de récréation du 1er janvier au 15 décembre 1891, puis en édition grand format cartonné la même année, chez l'éditeur Hetzel. Les 83 illustrations sont de Léon Benett, gravées par Victor Hamel.

## Résumé
L'histoire du roman commence aux États-Unis pour emmener le lecteur jusqu'en Australie profonde, celle des bushes désertiques, à travers les deux parties du livre.
Mistress Branican est la jeune épouse du capitaine John, un marin au long cours malgré ses 29 ans au début de l'intrigue, qui lui dit au revoir avant de partir en campagne lorsqu'il quitte le port de San Diego. Le couple a un jeune fils, Watt. Lorsque Mistress Branican entend parler d'un vaisseau ayant croisé celui de John Branican trois mois après son départ, elle veut aller parler au capitaine de ce vaisseau. Malheureusement, à cette occasion, Watt passe par-dessus bord et y laisse la vie.
Mistress Branican perd la raison après la noyade de Watt, ce qui donne l'occasion au mari de sa cousine, Len Burker, de la séquestrer chez lui en attendant le décès de l'oncle de l'héroïne, un riche éleveur de bétail du Wyoming qui doit lui léguer entièrement son immense fortune. Mais Len Burker est rattrapé par le scandale de toutes les affaires louches dans lesquelles il s'est fourvoyé, de sorte qu'il est obligé de quitter les États-Unis. Len Burker emmène avec lui sa femme, très douce et qui lui est entièrement soumise, alors que les soins de celle-ci rendaient chaque jour la santé de Mistress Branican un peu meilleure, tant elle ne lui ménageait ni son affection ni son dévouement.
Par un véritable miracle, Mistress Branican retrouve la raison et s'aperçoit petit à petit que trois ans ont passé depuis le départ de son mari et que non seulement elle a perdu son petit garçon mort par noyade, mais aussi que son mari n'a plus donné de nouvelles, si bien que tout le monde le croit mort.
Mais pendant cette période, Mistress Branican a aussi hérité de son oncle richissime. Dès lors, grâce à cet argent, elle entreprend à la fois de combler le manque irréparable de son petit garçon, en s'occupant des orphelins dans l'institution Watt House qu'elle crée à San Diego, et d'affréter un bateau, le Dolly-Hope, commandé par le capitaine Ellis (le dernier à avoir croisé John en haute mer), pour sillonner les mers du globe et retrouver trace du capitaine John, de son navire et de son équipage.
Cette quête l'emmène jusqu'aux confins de l'Australie, à la tête d'une expédition à dos de chameau qui doit affronter les mille et une péripéties du désert australien, entre les dangers de la soif, des animaux sauvages, des tribus cannibales et les solidarités humaines que Mistress Branican sait susciter pour parvenir au but de toute sa vie.
Le titre original du roman devait être Lady Franklin, car Jules Verne a voulu écrire un hommage à toutes les femmes en général et à la femme de sir John Franklin en particulier, qui consacra sa vie à retrouver son mari disparu sur le chemin de la conquête du Pôle Nord et y consacra aussi toute sa fortune, malheureusement en vain.

## Personnages
- Dorothée dite Dolly Branican, l'héroïne du roman, à la fois sensible et forte, humaine envers les autres en difficultés et forte avec elle-même face aux épreuves de la vie ; le personnage semble être inspiré par un cas décrit par Louis Victor Marcé dans son Traité de la folie des femmes enceintes, des nouvelles accouchées et des nourrices (1858)[1].

- Le petit Wat (diminutif de Walter), enfant du couple, qui décède par noyade dès le chapitre 4 ; sa perte est à l'origine de la folie de Dolly ; son nom est donné à l'institution que fonde Dolly pour s'occuper des orphelins de San Diego, les nourrir, les loger et les éduquer afin de leur donner une situation à leur majorité ; Wat-House s'occupera notamment de Godfrey ;
- Jane Burker, cousine de Dolly qui la couvre de soins et d'attention pendant sa folie, mais tremble devant son mari à l'encontre duquel elle n'est pas assez forte pour s'opposer ;
- Len Burker, le "méchant" du roman, un être vil et intéressé, incapable d'émotion malgré la détresse de sa femme malheureuse de l'avoir épousé, et s'exposant aux poursuites de la justice, à cause de sa propension à tenter la fortune facile en escroquant les autres ;
- Le capitaine John Branican, vaillant commandant de vaisseau du haut de ses 29 ans au début du roman, qui couvre les quatorze années suivantes à la quête de sa personne et de son expédition ;
- William Andrew, l'armateur qui fait confiance à John pour lui donner le commandement du Franklin alors qu'il n'a que 29 ans au début du récit ; il protégera Dolly et la fera soigner par les meilleurs médecins pendant sa folie ; il se méfiera continuellement et instinctivement de Len Burker ;
- Godfrey, un jeune novice de quatorze ans, éduqué à Watt-House, ayant le souvenir vénéré des passages de Mistress Branican, la femme généreuse et bienfaitrice ayant créé l'institution, qui la retrouve sur le vaisseau destiné à aller retrouver le capitaine John en Australie, et pour lequel Dolly éprouve un irrésistible sentiment maternel ;
- Zach Fren, le marin qui sauve Dolly de la noyade et ne parvient pas à retrouver le petit Watt ; il a la même foi que Dolly en la survie du Capitaine John et la suivra au bout du monde pour le retrouver ; c'est l'ami indéfectible de Dolly, qui la soutient dans les moments les plus critiques ;
- Tom Marix, le chef de l'expédition qui va parcourir l'Australie d'Est en Ouest dans la seconde partie du roman ;
- Harry Felton, le "second" du Franklin et l'ami du capitaine John, qui partagera sa captivité dans la tribu des Indas en Australie ;
- Les deux navires du roman sont également de vrais "personnages" en quelque sorte : le Franklin est celui à bord duquel disparaît John Branican et le Dolly-Hope celui qui le recherche dans toutes les mers du globe ;
- Le docteur Brumley dirige la clinique à laquelle Dolly aliénée est confiée par l'employeur de son mari, Monsieur William Andrew.

## Thèmes verniens abordés
La femme est l'héroïne du roman et sa recherche obstinée le fil conducteur, femme à la fois mère (la perte irréparable du petit Watt et le sentiment éprouvé pour Godfrey), épouse fidèle (la quête de John), amie sincère (de la femme de Len Burker) mais surtout être doué d'une volonté pugnace (anglo-saxonne), prêt à tout pour retrouver les traces de son mari. C'est une des rares figures de femme unique héros de roman vernien ; à cet égard, ce roman peut être comparé avec Le Pays des fourrures (Paulina Barnett) et rapproché des Enfants du capitaine Grant (Lady Glenarvan).
La quête de l'être aimé est un thème commun aux Enfants du capitaine Grant et à ce roman, notamment.
Il y a aussi le thème de la folie, déjà présent dans le roman Les Aventures du capitaine Hatteras (1866), Une ville flottante (1871) ou La Maison à vapeur (1880), avec le personnage énigmatique de la Flamme errante) et que Jules Verne développera encore un an après dans Le Château des Carpathes (1892), puis à nouveau dans Face au drapeau (1896).
Mais au fond,le thème roi de ce roman, comme de plusieurs autres, est la géographie. L'auteur fait le point sur la connaissance de l'Australie, tant dans sa complexion physique et ses calamités naturelles, ou animales, que par les voyages qui l'avaient sillonnée et reconnue dans les décennies précédentes. Le parcours part du sud-est et suit la ligne télégraphique établie en 1872 jusqu'à Alice Springs, au milieu de cette île continent, puis bifurque vers l'ouest pour traverser l'Australie la plus méconnue à l'époque, le Grand Désert de Sable et la Terre de Tasman.
S'agissant des peuplades de l'Australie septentrionale et de la Papouasie-Nouvelle-Guinée, le cannibalisme est de nouveau évoqué et développé à plusieurs endroits du roman, comme un des maux endémiques frappant ces peuples. Est fustigé le colonialisme génocidaire "d'une barbarie inavouable" des Anglais. Ceux-ci ont fait complètement disparaître les Tasmaniens au nom de "la loi du progrès" et déciment au présent les aborigènes d'Australie. Ce point déjà évoqué à titre documentaire par le savant Paganel dans Les enfants du capitaine Grant est inséré ici dans l'intrigue : le capitaine Branican a-t-il pu échapper aux représailles difficilement évitables des autochtones contre les Blancs ?